# Розселення українців

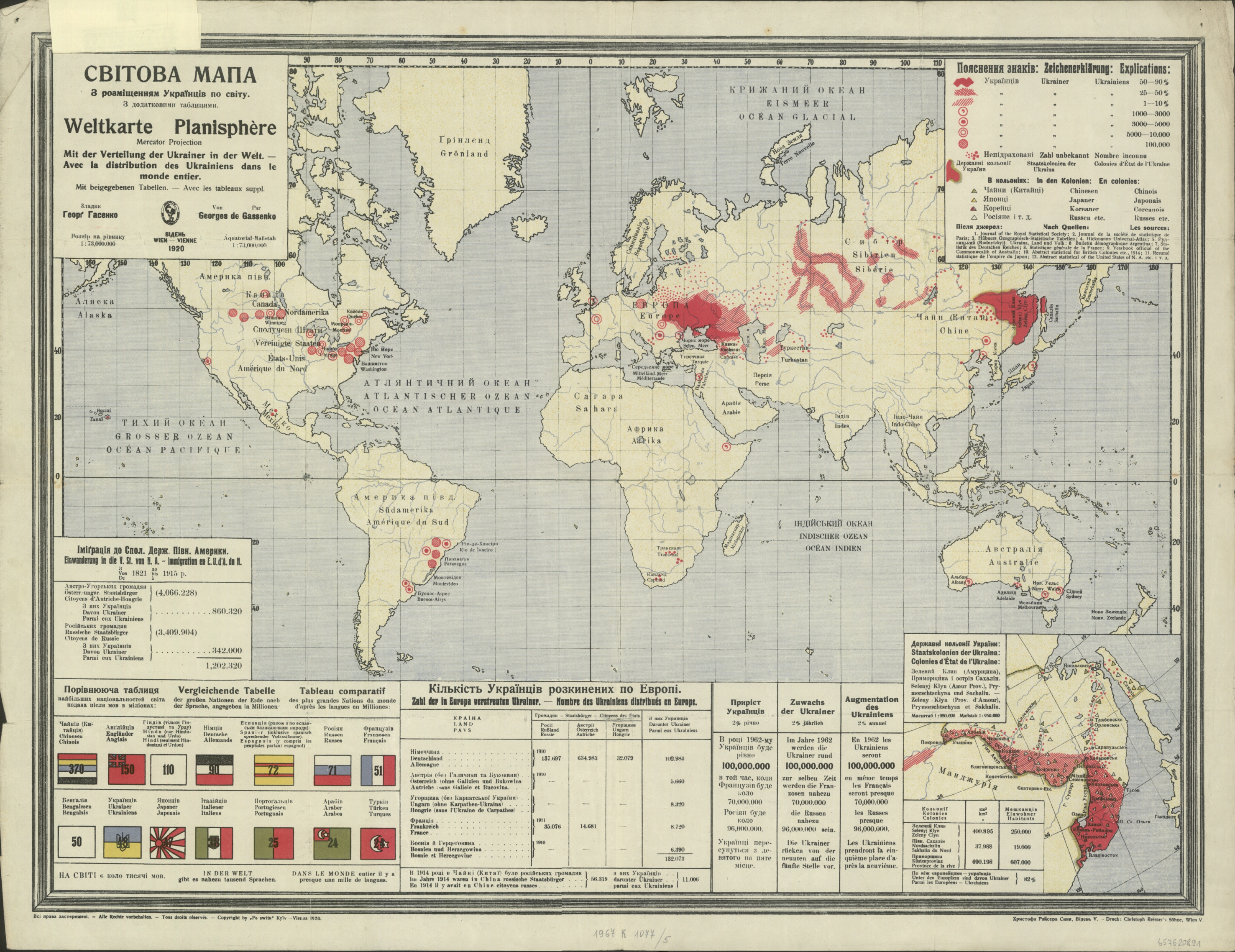
Мапа розселення українців по світу

Розселення українців
Украї́нці — східноєвропейський слов'янський етнос, що сформувався на землях України. За межами України проживають в Росії, Казахстані, Молдові, Білорусі, Киргизстані, Узбекистані, Польщі, Канаді, США, Аргентині та інших країнах. Загальна чисельність перевищує 46 мільйонів осіб. З них 37 мільйонів мешкає в Україні. Розмовляють переважно українською мовою, що належить до східнослов'янської мовної групи. За релігійною приналежністю переважно християни східного обряду. До 20 століття вживали самоназву русь, русини, козаки. Також називалися рутенами, черкасами, роксоланами.

## Теоретичні основи розселення Українців в Україні

### Форми розселення та класифікація поселень.
Розглядаючи всю існуючу різноманітність розселення, можна вирізнити такі головні й найпоширеніші його форми:
- Кочівництво — це форма розселення із специфічним господарським побутом. Розселення кочових народів, коли постійні населені пункти зазвичай відсутні, а кочове населення має лише тимчасові стоянки — табори.
- Дисперсне (розсіяне) сільське розселення окремими подвір'ями — садибами, яке наближає людей до місць праці — земельних ділянок, лісів, мисливських угідь тощо. Найвиразніші приклади дисперсної форми розселення — це хутори в Україні.
- Дисперсно-групове сільське розселення. Воно є переважною формою сільського розселення у більшості країн світу. Розміри сіл та їх розміщення значно різняться залежно від країни.
- Промислові поселення, які не «доросли» до рівня міст. (Найуніверсальнішим, поширеним практично в усіх країнах видом промислових поселень є зосередження гірничопромислового населення (селища шахтарів і рудокопів, золотошукачів, робітників нафтопромислів та будівельних кар'єрів). Другий масовий вид промислових поселень пов'язаний з переробкою деревини, третій — з переробкою сільськогосподарської сировини).
- Поселення службового характеру (поза містами, в сільській місцевості). Функції службових поселень (найчастіше невеликих за розміром) завжди вузькоспеціалізовані. Історично вони з'явилися лише за умов розвиненого суспільно-територіального поділу праці.
- Місто — найважливіша форма міського розселення.

Зазначені форми розселення далеко не завжди існують у чистому вигляді, вони часто утворюють численні мішані та перехідні модифікації, характерні для певних зон або районів. З розвитком продуктивних сил форми розселення змінюються, пристосовуючись до нових умов і вимог життя.
Класифікація за кількістю залежить від людності населення на території певної країни. В Україні поселення за кількістю поділяються на:
Сільські
1. Дрібні села 250—500 чол.
2. Великі села 500—1500 ч.

Міські:
1. СМТ (приблизно 900—2000 осіб);
2. Міста (понад 10  тис. осіб);

За людністю міста поділяються на:
1. малі (до 50 тис. осіб)
2. середні (50—100 тис. осіб)
3. великі (100—250 тис. осіб)
4. крупні (250—500 тис. осіб)
5. найбільші (> 500 тис. осіб)
6. мільйонери (> 1 млн. осіб)

Найбільшою формою розселення є мегаполіс, що виникає у разі зрощування декількох агломерацій. Мегаполіси можуть простягатись на сотні кілометрів; проте вони не являють собою цілковиту міську забудову території, її «галявини» можуть бути зайняті селами, рекреаційними об'єктами тощо.
Важливе значення для вивчення населення країни в цілому, а також її регіонів має дослідження міст. Вивчення системи міст країни — це одна із найбільш важливих проблем. При вивченні цієї проблематики найбільш оптимальною є концепція «територіально-урбаністичної структури» країни. Тут пропонується система ознак типології країн світу за особливостями процесу урбанізації, в тому числі з урахуванням характеру територіально-урбаністичної структури країни.

### Міграція та урбанізація
Розселення тісно пов'язане з міграціями. Основні види міграцій — зовнішні й внутрішні. Останні, у свою чергу, поділяються на міжрайонні міграції та міграції між містом і селом. Зовнішньою називається міграція населення між країнами. Люди, які виїздять з країни, називаються емігрантами, а які приїздять — іммігрантами.
У зовнішніх міграціях Україна в другій половині 90-х років мала від'ємне сальдо. З точки зору статистики, міграційні процеси не завжди раціональні для нашої країни: освітній рівень тих, хто прибуває в Україну, значно нижчий від освітнього рівня тих, хто вибуває з неї. За всіма показниками погіршується якісний склад населення України.
З внутрішньої міграції найбільшу цікавість становить переселення з села до міста, що становить основу урбанізації. Урбанізацією називається збільшення питомої ваги міського населення й зростання соціально-економічної ролі міст, їх розвиток в загальній системі.
Для світового суспільства в останні три століття характерною особливістю є процес інтенсивного посилення міграційних процесів, швидка урбанізація. Згідно з прогнозами, у 2025 р. частка міського населення в світі становитиме 60 %. В Україні за 1940—1992 рр. частка міських жителів зросла майже в 3 рази. Зараз в Україні показник урбанізації становить 67,2 %.
Зростання міст і підвищення їх ролі визначає процес урбанізації (Донбас, Луганська обл., Дніпропетровська обл. — найвищий рівень урбанізації). Найвищий відсоток міського населення в Україні — у Донецькій (90 %), Дніпропетровській (84 %), Луганській (87 %) та Харківській (79 %) областях. Найнижчий — у Чернівецькій, Тернопільській, Івано-Франківській та Закарпатській областях (39 — 44 %). Міське населення більш зосереджене у промислових районах Донбасу й Придніпров'я. Західні регіони України недостатньо урбанізовані. Процес урбанізації створює міські агломерації.
Приклади міських агломерацій в Україні:
- Моноцентричні — Київська, Харківська, Львівська, Одеська.;
- Біцентричні — Дніпропетровсько-Дніпродзержинська, Донецько-Макіївська, Горлівсько-Єнакієвська;.
- Поліцентричні — формуються на Донбасі.

Є області де сільське населення переважає над міським:
- Тернопільська;
- Вінницька;
- Чернівецька;
- Івано-Франківська;
- Закарпатська.

У багатьох країнах світу на базі великих міст формуються великі міські агломерації із багатомільйонним населенням. Такі агломерації, як Нью-Йоркська, Токійська, Лондонська, за чисельністю населення і економічним потенціалом переважають багато держав світу. Але ще більші за розмірами мегаполіси — великі урбанізовані райони, які утворюються в індустріальних країнах. Чисельність мегаполісу Токайдо (в Японії) — більше 50 млн. осіб; Північно-Східного мегаполісу у США — більше 40 млн. осіб і т. д.
Міські агломерації зростають і в менш урбанізованих країнах. Наприклад, Індія кількістю великих багатомільйонних міст не поступається урбанізованим країнам, а головні індійські міські агломерації — Калькуттська і Бомбейська — належать до найбільших у світі.
Ріст міст і агломерацій значно посилює їх роль у розселенні, економічному, культурному і політичному житті міст. У сільській місцевості високоіндустріальних країн широко розповсюджується міський спосіб життя. Сільська місцевість відчуває сильну дію міста.
У ході урбанізації суттєвому навантаженню піддається природне середовище, особливо в індустріальних країнах, де цей процес розпочався раніше і проходить стихійно.
Із розвитком НТП темпи урбанізації збільшуються і вона має все більш важливий вплив на життя суспільства. У ході цього процесу стрімко зростає кількість високоурбанізованих держав — це перш за все економічно розвинені країни, а також деякі держави Латинської Америки із середнім рівнем економічного розвитку. Під впливом НТП великі міста "притягують" виробництво до себе. Зосередженість в містах науково-дослідних закладів, вузів, великого контингенту висококваліфікованих фахівців сприяє розміщенню в них наукомістких виробництв, формуванню потужних інформаційних центрів. Початок НТП припав у нас на другу половину п'ятдесятих років (дозволено розвиток електронно-обчислювальної техніки, атомної енергетики, селекції, генетики, з'явились нові технології й синтетичні матеріали тощо). Основою НТП є оновлення економічного та соціального життя. Зміна галузевої структури є одним з основних показників зрушень у світовому господарстві, що справляє вплив і на територіальну організацію виробництва. Зріст продуктивності праці під впливом НТП сприяє збільшенню значення інфраструктурної сфери господарства (торгівля, транспорт, зв'язок). Найважливішою рисою НТП є перетворення науки на провідну ланку системи «наука — техніка — виробництво».
Розвиток систем розселення веде до їх трансформації. Кінець XX ст. відзначається зменшенням населення багатьох великих міст в світі. У деяких економічно розвинутих країнах світу процес урбанізації майже завершився, і відсоток міського населення сягнув високих позначок і далі майже не підвищується.
Водночас швидко зростає їх приміське оточення: міста-супутники, які перетворюються чи на «міста-спальні», чи на промислові додатки великих міст. Місто-центр «розвантажується» від надмірної кількості виробничих об'єктів і населення. Проте посилюються його зв'язки з іншими поселеннями агломерації. Такий процес має назву субурбанізації. Ця тенденція останнім часом спостерігається і в Україні (забудова приміських територій, купівля земель на березі Дніпра, в Криму тощо).

## Аналіз розселення українців

### Історія розвитку економічного районування та розселення в Україні
Залежно від структури економіки у деяких країнах щільність населення визначається передусім сільським населенням, в інших — міським. Найчастіше на ґрунті чималих ресурсів згодом розвивається обробна промисловість, і щільність населення стає наслідком дії обох факторів. За впливом факторів розселення Україні ділиться на три регіони, які майже збігаються з економічними районами. Основи економічного районування України створювалися досить давно — спочатку це було фізико-географічне районування.
З кінця XVI й до половини XVII ст. з'явилося ціле гроно польських землеописів, які розглядали й українські території. Оскільки частина українських земель входила також до Московії, а потім Росії, то й тамтешні вчені звернули свою увагу на опис наших країв.
Серед засновників районування був І. Кирилов (1689—1737), укладач першого атласу Росії. У праці «Квітучий стан Всеросійської держави» він дав географічний опис на підставі поділу 12 губерній. В. Татищев (1686—1750) запропонував проект нового поділу на губернії й провінції з урахуванням історичних, економічних та національних ознак. М. Ломоносов (1711—1765) запровадив у Росії термін «економічна географія». Економічні райони, на його думку, повинні були виокремлюватися не за адміністративними характеристиками, а за особливостями народного господарства та зв'язку з природним середовищем.
У 20-ті роки ХХ ст.. в Радянській Росії економічне районування досліджувалося у зв'язку з планом «ГОЕЛРО». Формування й розвиток економічний районів стали тоді результатом територіального поділу праці.
Економічний принцип полягав у тому, що у вигляді району виокремлювалася своєрідна, по змозі економічно завершена територія, яка, завдяки сполученню природних особливостей, культурної спадщини та населення з його навичками виробничої діяльності, являла собою ланку в загальному ланцюгу народного господарства країни. Отже, економічний район розглядається як спеціалізована територія країни з певним комплексом допоміжних та обслуговуючих виробництв, та його населення.
Ще за часів роботи над мережею економічних районів було описано два різновиди процесів та явищ: тенденція до членування виробництва, що виявлялася у поділі праці, спеціалізації й концентрації, та тенденція до інтеграції початково порізнених частин. Ускладнення територіальної структури народного господарства вимагало подальшого розвитку теорії економічного районування. М. Колосовський запровадив поняття ТВК. Серед нових властивостей ТВК відзначалася впорядкованість внутрішньої структури, де на рівні підсистем утворювалися тривкі сукупності виробництв — енерговиробничі цикли.
Залежно від структури економіки у деяких країнах щільність населення визначається передусім сільським населенням, в інших — міським. Найчастіше на ґрунті чималих ресурсів згодом розвивається обробна промисловість, і щільність населення стає наслідком дії обох факторів.
Національний склад населення не відіграє вирішальної ролі в економіці, хоча деякі національні аспекти треба враховувати у певних економічних ситуаціях.
До них належать:
- ступінь етнічної однорідності у країні,
- національні традиції у трудовій діяльності,
- рівень національної культури,
- спосіб життя,
- темперамент тощо.

За впливом факторів розселення Україна ділиться на три регіони, які майже збігаються з економічними районами. Але після здобуття Україною незалежності, її поділ на 3 економічних райони (Південний, Південно-Західний та Донецько-Придніпровський), які входили до СРСР, став недоцільним через їх великі розміри.
Багатьма авторами за цей час були розроблені нові сітки економічних районів:
- Ф. Заставний пропонує 9 економічних районів;
- О. Шаблій — 6. В. Поповкін поділяє Україну на 5 макрорайонів та 10 мезорайонів;
- О. Масляк, а також РОПС України пропонує 9 економічних районів.

### Аналіз сучасного стану розселення українців
За сучасними етнологічними теоріями всі українці й особи українського походження складають український етнос, хоча кожній із його складових притаманний різний ступінь етнічної самосвідомості. Однак у термінологічному плані виникають певні складнощі із визначенням (назвою) тих пагонів українського етносу, які у результаті дії різних чинників опинилися поза межами України. Науковці користуються для визначення цього феномена такими термінами «зарубіжні українці» (з конкретизацією країни, наприклад, канадські, австрійські, американські українці тощо), «особи (громадяни) українського походження» (наприклад, американці українського походження), «українці в країні проживання» (в Росії, у Молдові, в Аргентині і т. ін. ), «вихідці з України та їхні нащадки» (у першому випадку йдеться про тих, хто народився в Україні, в другому — про тих, хто народився в країні проживання чи емігрував туди з третьої країни, але не народжений в Україні).

#### В Україні
Основна маса українців перебуває на території України. Згідно з переписом населення 2001 р., їх тут налічується 37.419.053 чол.

#### У країнах колишнього Радянського Союзу
За межами нашої держави нині мешкають від 10 до 13 млн українців, з них у країнах колишнього Радянського Союзу 7 767 053. За кількістю українського населення на трьох перших місцях знаходяться Росія (4 368 872), Казахстан (896 240), Молдова (600 366 чол.). Далі йдуть Білорусь (291 008), Узбекистан (153 197), Киргизстан (108 027), Латвія (92 101), Грузія (52 443), Естонія (48 271), Литва (44 789), Таджикистан (41 375), Туркменістан (35 578), Азербайджан (32 345), Вірменія (8341 чол.).
Українські спільноти у країнах, що виникли на території Радянського Союзу, формувалися кількома шляхами. Основна маса українців у Росії, наприклад, опинилася внаслідок політики тотальної колективізації сільського господарства, під час здійснення якої велика кількість селян розкуркулювалася й депортувалася за межі України, переважно в Росію. Таким чином, виникли поселення в Башкирії, Сибіру (докладніше — Українці Сибіру), Алтаї, на Далекому Сході (докладніше — Далекосхідні поселення українців). На Кубані українці з'явилися наприкінці XVIII ст. Багато з них прибули до Казахстану під час кампанії освоєння цілинних земель у 50-х рр. Певна кількість українців мігрувала за межі України в зв'язку з виїздом на навчання та роботу, укладанням шлюбів та політико — ідеологічними кампаніями, як-от рекрутування робочої сили у рамках програми розвитку тієї чи іншої частини Радянського Союзу.

#### Європа, Америка та Азія
Інша частина вихідців з України чи їхніх нащадків перебуває в країнах Європи, Америки та Ази їхні спільноти сформувалися тут двома шляхами — внаслідок еміграції (Канада, Сполучені Штати, Велика Британія тощо) та на базі автохтонного українського населення у Польщі, Чехії, Словаччині, Румунії, Угорщині. Більш-менш повні дані про кількість осіб українського походження у складі населення зарубіжних країн ми маємо в Канаді, оскільки там у переписах населення зазначається його етнічне походження. Згідно з останнім переписом (1991), у Канаді налічується 529 615 чол. У 1981 р. подавалася інша цифра — 754 980. Річ у тім, що перша цифра враховує тільки тих, чиє етнічне походження зв'язане лише з Україною, а друга — і тих, хто, крім українського походження, вказав іще інше походження. Тобто це ті, хто народився від змішаних шлюбів. Найбільше українців проживають у таких провінціях, як Онтаріо, Альберта, Манітоба, Саскачеван Українська етнічна група в Канаді формувалася внаслідок трьох великих хвиль еміграції кінець XIX — початок XX ст., міжвоєнні роки, період після Другої світової війни. Таким же чином утворилася українська етнічна група у Сполучених Штатах Щоправда, перші українські переселенці до США прибули дещо раніше, ніж до Канади. Історія української еміграції у Канаді починається від 1891 р., а у США — з середини 60-х рр. XIX ст. Сьогодні, за підрахунками дослідників української еміграції Сполучених Штатів, у цій країні налічується понад мільйон осіб українського походження. Варто зазначити, що переважна їх більшість як у США, так і в Канаді (понад 85 %) — це ті, хто народився у країнах їхнього проживання.
На Американському континенті є ще один значний регіон, де мешкають вихідці з України та їхні нащадки, — Латинська Америка, Аргентина — до 160 тис., Бразилія — близько 100 тис., Парагвай — 8 тис., Уругвай — 6—8 тис. Основна маса їх прибула сюди у міжвоєнний період — близько 150 тис. Українська етнічна група Австралії за своєю історією — наймолодша. Вона сформувалася, в основному, з 1948 по 1952 р., коли сюди прибули українці із таборів для «переміщених осіб». На кінець 80-х рр. у цій країні нараховувалося близько 34 тис. осіб українського походження.
На Європейському континенті виділяється кілька великих осередків проживання українців Велика Британія (понад 20 тис.), Франція (25—30 тис.), Німеччина (понад 20 тис.), колишня Югославія (40—50 тис.), Польща (500— 600 тис.), Чехія та Словаччина (40 тис.), Румунія (близько 120 тис. — інколи подається цифра — 600 тис.)
Крім цих країн, українці мешкають у Скандинавських державах (Швеція, Норвегія, Фінляндія, Данія), Китаї, на півночі Африканського континенту. Щоправда, їхня кількість тут незначна, й вони не зорганізовані у сталі громади з чітко вираженою етнокультурною та соціальною структурою.
При вживанні терміна "австралійці (канадці, американці) українського походження мається на увазі, що він включає два аспекти перший фіксує територіальну або громадянську приналежність (мешканець Канади, громадянин Австралії), другий вказує на українське походження цих громадян. При цьому, як правило, не робиться різниці між тими, хто народився в країні проживання, і безпосередніми вихідцями з України Усіма переліченими термінами, як правило, послуговуються тоді, коли йдеться про окремих осіб. Якщо мовиться про етнічну спільноту, то переважно використовуються терміни «українська імміграція», «українська етнічна група» або «українська діаспора».